# Andrei Beloússov
Andrei Remóvitx Beloússov (rus: Андре́й Рэ́мович Белоу́сов; Moscou, 17 de març de 1959) és un economista i polític rus, que actualment exerceix com a Ministre de Defensa de Rússia des del 14 de maig de 2024. Anteriorment, va ser Primer Vicepresident del Govern de Rússia des del gener de 2020 fins al maig de 2024. També ha ocupat els càrrecs d'Assistent del President de Rússia en Afers Econòmics i de Ministre de Desenvolupament Econòmic. És conegut per la seva visió "estatista", favorable a una forta inversió estatal en l'economia i una major regulació.

## Primers anys i educació
Andrei Beloússov va néixer a Moscou el 17 de març de 1959. El seu pare, Rem Beloússov (1926-2008), fou un economista soviètic, fundador de l'escola científica russa de fixació de preus i gestió, i va participar en l'elaboració de la reforma econòmica soviètica ("reforma de Kossiguin") dels anys 60. La seva mare, Alissa Pàvlovna Beloússova (nascuda Tràvnikova) (1934-2015), era una radioquímica especialitzada en l'estudi d'elements rars.
Beloússov va estudiar economia a la prestigiosa Segona Escola de Física i Matemàtiques de Moscou. Es va graduar amb honors a la Facultat d'Economia de la Universitat Estatal de Moscou el 1981, amb una especialitat en cibernètica econòmica. Posteriorment, va continuar els seus estudis de postgrau a l'Institut Central d'Economia i Matemàtiques de l'Acadèmia de Ciències de l'URSS. El 1986 va defensar la seva tesi doctoral ("Candidat de Ciències") sobre "Models d'imitació de mecanismes de formació i ús del capital circulant (enfocament multisectorial)". El 2006, va obtenir el títol de Doctor en Ciències Econòmiques amb la tesi "Contradiccions i perspectives de desenvolupament del sistema de reproducció de l'economia russa".

## Carrera

### Carrera acadèmica
Entre 1981 i 1986, Beloússov va treballar com a investigador en pràctiques i posteriorment com a investigador júnior al laboratori de sistemes home-màquina de l'Institut Central d'Economia i Matemàtiques de l'Acadèmia de Ciències de l'URSS.
De 1986 a 2006, va ser successivament investigador júnior, investigador i investigador sènior al laboratori de modelització de les interrelacions econòmiques de l'Institut d'Economia i Previsió del Progrés Científic i Tecnològic de l'Acadèmia de Ciències de l'URSS (posteriorment Institut de Previsió Econòmica Nacional de l'Acadèmia Russa de Ciències). Durant aquest període, va ser cap del laboratori de l'Institut des de 1991 fins a 2006. També va fundar i dirigir el Centre d'Anàlisi Macroeconòmica i Previsió a Curt Termini (CMASF) el 1991.
Entre 2000 i 2006, va ser assessor extern de diversos Primers Ministres de Rússia, incloent-hi Ievgueni Primakov, Serguei Stepaixin, Mikhaïl Kassiànov i Mikhaïl Fradkov.

### Servei públic
El 2006, Beloússov va entrar al servei públic, sent nomenat Viceministre de Desenvolupament Econòmic i Comerç. Va ocupar aquest càrrec fins al 2008, quan va ser designat Director del Departament d'Economia i Finances de l'Oficina del Primer Ministre de Rússia (llavors Vladímir Putin era Primer Ministre).
Del 21 de maig de 2012 al 24 de juny de 2013, va ser Ministre de Desenvolupament Econòmic de Rússia al govern de Dmitri Medvédev.
El 24 de juny de 2013, va ser nomenat Assistent del President de Rússia per a Afers Econòmics.
El 21 de gener de 2020, va ser nomenat Primer Vicepresident del Govern de Rússia al gabinet de Mikhaïl Mixustin. Durant la pandèmia de COVID-19, entre el 30 d'abril i el 19 de maig de 2020, va exercir breument com a Primer Ministre interí de Rússia, substituint Mixustin, que s'havia contagiat del virus.
Paral·lelament als seus càrrecs governamentals, Beloússov va ser president del consell d'administració de la companyia estatal Ferrocarrils Russos (RZD) des del 2020 fins al 2024.

### Ministre de Defensa
El 12 de maig de 2024, el president Vladímir Putin va proposar Andrei Beloússov per al càrrec de Ministre de Defensa de Rússia, en substitució de Serguei Xoigú, qui va ser nomenat Secretari del Consell de Seguretat de Rússia. El Consell de la Federació va confirmar el seu nomenament el 14 de maig de 2024. La seva designació, sent un economista sense experiència militar directa, va ser interpretada per analistes com un intent de millorar l'eficiència de la despesa militar russa, integrar millor la indústria de defensa amb l'economia civil en el context de la guerra a Ucraïna, i fomentar la innovació tecnològica dins de l'exèrcit.

## Visions polítiques i econòmiques
Beloússov és considerat un "estatista" (rus: государственник), és a dir, un defensor d'un fort paper de l'Estat en l'economia. Es creu que va ser l'únic economista del seu equip que va donar suport a l'annexió de Crimea el 2014. Ha estat una figura clau en el desenvolupament de les polítiques econòmiques de Rússia, incloent-hi la resposta a les sancions occidentals imposades després de la invasió d'Ucraïna.
El 2018, va proposar un pla per recaptar 500.000 milions de rubles (aproximadament 7.600 milions de dòlars en aquell moment) de les grans empreses metal·lúrgiques i químiques del país, conegut com "l'impost extraordinari de Beloússov", argumentant que aquestes empreses havien obtingut beneficis excessius a costa de la inversió estatal.
Alguns mitjans l'han assenyalat com un possible successor de Vladímir Putin.

## Sancions
A causa del seu paper en el govern rus i el seu suport a la invasió d'Ucraïna, Andrei Beloússov ha estat objecte de sancions internacionals per part de diversos països i blocs:
- El 28 de febrer de 2022, la Unió Europea va imposar sancions a Beloússov.[14]
- El 3 de març de 2022, els Estats Units el van incloure a la seva llista de sancions.[15]
- El Japó va anunciar sancions contra ell el març de 2022.[16]
- Altres països que han sancionat Beloússov inclouen el Regne Unit, el Canadà, Suïssa, Austràlia, Nova Zelanda i Ucraïna.[17]

## Vida personal
Andrei Beloússov està casat amb Larisa Vladímirovna Beloússova (nascuda Avdéieva el 1961), economista i periodista. Abans del seu matrimoni amb Larisa, Beloússov va estar casat prèviament. Té un fill, Pàvel Andréievitx Beloússov (nascut el 1994), d'un matrimoni anterior, que es va graduar a la Universitat Tècnica Estatal Bauman de Moscou.
És un cristià ortodox rus practicant i, segons algunes fonts, visita regularment els serveis religiosos.
En la seva joventut, va practicar karate i sambo. Els seus hobbies inclouen la història de la pintura.